# لیک آلبرت، نیو ساوت ولز
لیک آلبرت (به انگلیسی: Lake Albert) یک حومه شهر در استرالیا است که در نیو ساوت ولز واقع شده‌است.